# Wacissa, Florida
Wacissa, Florida (енгл. Wacissa) насељено је место без административног статуса у америчкој савезној држави Флорида.

## Демографија
По попису из 2010. године број становника је 386.
| Група             | 2000.    | 2010.       |
| Белци             | 0 (0,0%) | 299 (77,5%) |
| Афроамериканци    | 0 (0,0%) | 76 (19,7%)  |
| Азијати           | 0 (0,0%) | 0 (0,0%)    |
| Хиспаноамериканци | 0 (0,0%) | 9 (2,3%)    |
| Укупно            | 0        | 386         |